# Tony Burton
Tony Burton (Flint, 23 maart 1937 – Highland, 25 februari 2016) was een Amerikaanse acteur en bokser.
Hij speelde onder andere in Assault on Precinct 13 en The Shining uit 1980. Burton is een van de drie acteurs die in alle Rockyfilms speelden, naast Sylvester Stallone en Burt Young. Hij speelde Tony "Duke" Evers.
Burton was te zien in gastrolletjes in televisieseries als The A Team, Kojak, The Rockford Files, Quincy, T.J. Hooker, Twin Peaks en Airwolf.
Hij overleed na enkele ziekenhuisbezoekjes op 78-jarige leeftijd in Californië.